# UniDistance Suisse
 (janvier 2022).
 (septembre 2023).
UniDistance Suisse (FernUni Schweiz en allemand) est un institut suisse accrédité qui propose des formations à distance  universitaires.

## Historique
UniDistance Suisse a été fondée en 1992 à Brigue sous le nom de "Fondation pour la formation universitaire à distance, Suisse". La même année, elle fonde son centre d’études de Brigue (VS), puis celui Pfäffikon (SZ) en 1994, et enfin celui du centre d’études de Sierre en 1995, alors dénommé « Centre romand d’enseignement à distance (CRED) ».
En 1995, l’institution est reconnue par le canton du Valais. En juin 2004, la Conférence universitaire suisse reconnait que UniDistance Suisse remplit les conditions pour devenir une institution universitaire subventionnée. En novembre de la même année, le Département Fédéral de l’Intérieur reconnaît les trois centres en tant qu’institut universitaire à distance. Il cite, dans son communiqué de presse du 10 novembre 2004 : «Sur la base des standards définis par l’OAQ (Organe d’accréditation et d’assurance qualité), les experts ont conclu que la fondation Formation universitaire à distance, Suisse fournit des prestations d'un haut niveau de qualité en matière d'enseignement universitaire à distance et d’encadrement». Depuis 2004, UniDistance Suisse figure sur la liste des hautes écoles suisses reconnues ou accréditées. Le 26 juin 2020, le Conseil suisse d’accréditation lui octroie l'accréditation institutionnelle. Cette dernière est la plus haute reconnaissance officielle pour les hautes écoles en Suisse.

## Facultés et formations
Les facultés d'UniDistance Suisse proposent des bachelors, des masters et des formations continues universitaires à distance.

## Structure
UniDistance Suisse est dirigée par le Prof. Dr Nicolas Rothen, recteur ad interim. Les décisions stratégiques sont prises par le Conseil de fondation et le Conseil scientifique de l’institution. Le Conseil scientifique est présidé par le Prof. Dr Schmitt, vice-président de l’Ecole Polytechnique fédérale de Zurich. L'institution est composée de deux départements principaux: le département "Enseignement et recherche" d'une part, comprenant les facultés, et le département des Services centraux d'autre part, comprenant les services administratifs.    

## Mission éducative
La mission éducative d’UniDistance Suisse lui a été attribuée par le canton du Valais. Elle prévoit le soutien de l'institut en faveur de l’égalité des chances dans le secteur éducatif supérieur.     
Le modèle d'enseignement convient en effet particulièrement aux personnes actives qui souhaitent se former au niveau universitaire tout en poursuivant leur vie professionnelle ou leur activité principale, qu'elle soit dans le sport, l'art ou le soutien à la famille. Ce modèle s'adresse également aux  personnes à mobilité réduite  

## Système d'enseignement et d'apprentissage
UniDistance Suisse applique le concept moderne des études à distance, qui comprend une combinaison des temps d'apprentissage en ligne: l'apprentissage asynchrone, ou les moments d'étude individuels, et l'apprentissage synchrone, à savoir les séances de regroupement en ligne, également appelés classes virtuelles.
Un élément particulier du système d’enseignement et d’apprentissage d’UniDistance Suisse est le soutien personnalisé proposé à chaque étudiant. 

## Développement du système d’enseignement et d’apprentissage
Educational Development Unit in Distance Learning (EDUDL+) est le service compétent en matière d’évaluation de l’enseignement, de développement de la qualité pédagogique, de recherche et développement des études à distance et de développement et implémentation de la stratégie institutionnelle d’e-learning.

## Recherche
Les projets de recherche scientifique d'UniDistance portent sur la pédagogie universitaire et à distance et le développement d'outils numériques propres à la formation en ligne. Ces projets portent sur l'accompagnement des équipes enseignantes, l'évaluation des enseignements par les étudiants, l'introduction de nouvelles pratiques, outils ou fonctionnalités, numériques ou non. La recherche à UniDistance Suisse vise par ailleurs à produire de nouvelles connaissances scientifiques dans les domaines de la psychologie, du droit, de l'économie, de l'histoire, des mathématiques et plus généralement en matière de pédagogique universitaire et à distance.  

## Universités et organisations associées
UniDistance Suisse a les partenaires universitaires suisses et internationaux suivants.
Elle est membre des associations européennes d’universités à distance suivantes :
- European Association of Distance Teaching Universities (EADTU). Cette dernière soutient les efforts entrepris par l’European Learning Space[11] afin de respecter la déclaration des accords de Bologne[12].
- Fédération Interuniversitaire de l'Enseignement à Distance
- International Council for Open and Distance Education (en)
- European Distance and E-Learning Network (EDEN)

### Apparitions médiatiques
- "Le Temps" - Le valaisan Unidistance fête 169 lauréats helvétiques
- "Rhône FM" - 140 nouveaux titres universitaires remis par Unidistance, à Sierre
- "Tribune de Genève" - Lancement d’un bachelor en droit à distance
- "Pressportal.ch" - La championne olympique Patrizia Kummer ambassadrice d'Unidistance
- "Rhone FM" - Création d'un centre de compétences pour les études à distance
- "L'Agefi" -  L'Unidistance lance un Certificate of Advanced Studies dès avril 2017
- "Le Nouvelliste" -  Nouveau record d'étudiants à  UniDistance